# Comuna de Godkowo
Godkowo (polaco: Gmina Godkowo) é uma gminy (comuna) na Polónia, na voivodia de Vármia-Masúria e no condado de Elbląski. A sede do condado é a cidade de Godkowo.
De acordo com os censos de 2004, a comuna tem 3338 habitantes, com uma densidade 20 hab/km².

## Área
Estende-se por uma área de 166,74 km², incluindo:
- área agricola: 71%
- área florestal: 20%

## Demografia
Dados de 30 de Junho 2004:
|                      | Total   | Total | Mulheres | Mulheres | Homens  | Homens |
| -------------------- | ------- | ----- | -------- | -------- | ------- | ------ |
|                      | pessoas | %     | pessoas  | %        | pessoas | %      |
| População            | 3338    | 100   | 1664     | 49,9     | 1674    | 50,1   |
| Densidade (pop./km²) | 20      | 100   | 10       | 10       | 10      | 10     |

De acordo com dados de 2002, o rendimento médio per capita ascendia a 1336,87 zł.

## Subdivisões
- Bielica, Burdajny, Dąbkowo, Dobry, Godkowo, Grądki, Kępno, Krykajny, Kwitajny Wielkie, Lesiska, Miłosna, Olkowo, Osiek, Piskajny, Plajny, Podągi, Skowrony, Stary Cieszyn, Stojpy, Swędkowo, Szymbory, Ząbrowiec.

## Comunas vizinhas
- Miłakowo, Morąg, Orneta, Pasłęk, Wilczęta